# Paramonova arila
Paramonova arila är en tvåvingeart som beskrevs av Kelsey 1987. Paramonova arila ingår i släktet Paramonova och familjen fönsterflugor. Inga underarter finns listade i Catalogue of Life.